# Walter Bodenthal
Walter Bodenthal (* 24. Dezember 1892 in Klitten; † 19. Februar 1988 in Leipzig) war ein deutscher Maler und Grafiker.

## Leben und Werk
Bodenthal machte von 1906 bis 1910 in Falkenberg/Elster eine Lehre als Dekorationsmaler. 1910 zog er nach Leipzig. 1914 bis 1918 war er im Krieg. Bis 1944 arbeitete er als Malergeselle. In seiner Freizeit beschäftigte er sich autodidaktisch mit der Malerei. Seit den 1930ern fand er als Landschaftsmaler immer mehr Anerkennung und war er dem künstlerischen Nachwuchs vor allem bei der Landschaftsmalerei ein Vorbild, darunter von 1938 bis 1941 Heinz Müller und Gerhard Opitz. Meist waren sie gemeinsam am Wochenende mit ihren Fahrrädern im Leipziger Umland unterwegs, um vor der Natur zu zeichnen oder zu malen. Zeitlebens blieben die meisten aus der Gruppe künstlerisch und privat verbunden.
Von 1944 bis 1945 war Bodenthal nach einer Denunziation aus der Nachbarschaft als „Halbjude“ im KZ-Außenlager „Dachs IV“ in Osterode-Petershütte inhaftiert. Nach seiner Befreiung ging Bodenthal zurück nach Leipzig und betätigte sich neben seiner Arbeit als Malergeselle wieder künstlerisch. Ab 1952 bis zu seinem Ableben arbeitete er als freischaffender Maler in Leipzig. Er gehörte dort zu einer „Gruppe der älteren Landschaftsmaler, die in vorwiegend nachimpressionistisch-sensibler, zum Teil expressionistischer Form, qualitätsvoll die Umgebung der Stadt, aber auch Motive aus den Randgebieten und Vororten, vereinzelt auch innerstädtische Situationen gestalteten.“ Ihre Arbeiten wurden „von Kennern und Liebhabern zwar weiterhin geschätzt, spielten aber in der öffentlichen Diskussion kaum eine Rolle.“ Dazu gehörten u. a. Franz Oskar Behringer, Rolf Huhn, Karl Krug, Karl Miersch und Heinz Eberhard Strüning.
Bodenthal war Mitglied im Verband Bildender Künstler der DDR. Seinen Lebensunterhalt sicherte er sich mit einer kleinen Rente, die er wegen seiner KZ-Haft erhielt, und durch Aufträge für die Messegestaltung. Er blieb Autodidakt, war aber seit den 1950er Jahren prägend und stilbildend für viele Künstler der nächsten Generation in Leipzig. Zu seinem Freundeskreis gehörten u. a. die Maler Emil Koch und Roland Frenzel.

## Darstellung Bodenthals in der bildenden Kunst
- Herbert Hauwede: Der Maler W. Bodenthal (1965, Kohlezeichnung)[5]

## Rezeption
„Er ist der Hauptvertreter einer intimen Landschafts-Darstellung in Leipzig, die eine wirklichkeitsnahe Umsetzung stimmungsvoller Motive sucht. Die Bilder sind in einem tonigen, farbig sehr zurückhaltenden Plein-air gehalten. Die Beschränkung der Palette, häufig auf gebrochene Töne, trifft dabei adäquat die scheinbare Reizlosigkeit der Stadt und der Umgebung von Leipzig in ihrer Eigenart.“

## Tafelbilder (Auswahl)
- Straße in Alt-Dösen (1951, Öl, 40 × 50 cm; ausgestellt auf der Dritten Deutschen Kunstausstellung)[7]
- Aus Wachau (1951, Öl, 40 × 50 cm; ausgestellt auf der Dritten Deutschen Kunstausstellung)[8]
- Die Werksbahn auf historischem Boden (1951, Öl)[9][10]
- Bei Probstheida (Öl, 46 × 54 cm; 1952 in der Ausstellung „Berliner Künstler“)
- Stötteritz (1964, Öl; im Bestand des Lindenau-Museums Altenburg/Thür.)[11]
- Selbst mit Zigarre (1965, Öl)[12]

## Ausstellungen (unvollständig)

### Einzelausstellungen
- 1946: Leipzig, Buchhandlung Engewald
- 1964: Lindau, Rungesaal im Alten Rathaus (mit Richard Otto Voigt)
- 1977: Leipzig, Museum der bildenden Künste (zum 85. Geburtstag)

### Beteiligung an Ausstellungen
- 1947: Leipzig, Museum der Bildenden Künste („Malerei der Gegenwart“)[13]
- 1948: Leipzig, Museum der Bildenden Künste („Leipziger Kunstausstellung 1948“)[14]
- 1952: Bautzen, Görlitz und Zittau („Berliner Künstler“)
- ab 1953 Leipzig, mehrere Bezirkskunstausstellungen
- 1953: Dresden, Dritte Deutsche Kunstausstellung
- 1965: Leipzig, Museum der Bildenden Künste („500 Jahre Kunst in Leipzig“)
- 1976: Kiew („Leipziger Künstler“)
- 1982: Leipzig, Museum der Bildenden Künste („Selbstbildnisse Leipziger Künstler“)
- 1984: Leipzig, Museum der bildenden Künste („Kunst in Leipzig 1949–1984“)